# (842) Kerstin

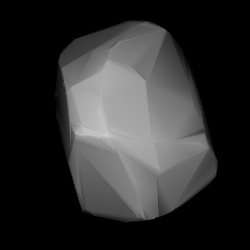
Ein mithilfe von Lichtkurven-Inversionstechniken berechnetes 3D-Modell der konvexen Form von (842) Kerstin

(842) Kerstin ist ein Asteroid des äußeren Hauptgürtels, der vom deutschen Astronomen Max Wolf am 1. Oktober 1916 an der Bergsternwarte Heidelberg (IAU-Code 024) entdeckt wurde.
Der mittlere Durchmesser des Asteroiden beträgt 43,576 (±0,190) km, die Albedo lässt mit 0,051 (±0,005) auf eine sehr dunkle Oberfläche schließen.
Der Grund für die Namensgebung „Kerstin“ ist nicht bekannt.